# Reaching into Infinity
Reaching into Infinity je sedmé studiové album britské powermetalové hudební skupiny DragonForce. Vydáno bylo 19. května 2017 vydavatelstvím earMUSIC.

## O albu
Na sedmé studiové desce, kterou skupina nahrávala celkem v pěti studiích, se objevilo jedenáct skladeb. Mimo to DragonForce ve speciální edici vydali kromě dvou bonusových písní také DVD, na němž jsou tři skladby z vystoupení na festivalu Woodstock 2016.
Dne 31. března 2017 vyšel první singl, píseň „Judgement Day“. Zároveň s ním byl také zveřejněn videozáznam k písni „Operation Ground and Pound“ z bonusového DVD. Následně byla 12. dubna zveřejněna píseň „Curse of Darkness“. Třetí zveřejněnou skladbou se stala píseň „Ashes of the Dawn“, k níž byl natočen také videoklip.

## Seznam skladeb
| Pořadí         | Název                    | Hudba                       | Text                     | Délka |
| -------------- | ------------------------ | --------------------------- | ------------------------ | ----- |
| 1.             | Reaching into Infinity   | Frédéric Leclercq           | instrumentální skladba   | 1:25  |
| 2.             | Ashes of the Dawn        | Leclercq                    | Leclercq                 | 4:33  |
| 3.             | Judgement Day            | Sam Totman, Vadim Pruzhanov | Totman                   | 6:13  |
| 4.             | Astral Empire            | Leclercq                    | Totman, Leclercq         | 5:24  |
| 5.             | Curse of Darkness        | Leclercq                    | Leclercq                 | 5:35  |
| 6.             | Silence                  | Leclercq                    | Leclercq, Marc Hudson    | 4:50  |
| 7.             | Midnight Madness         | Totman                      | Totman                   | 6:21  |
| 8.             | War!                     | Leclercq                    | Leclercq, Hudson         | 5:19  |
| 9.             | Land of Shattered Dreams | Totman, Leclercq            | Hudson                   | 4:59  |
| 10.            | The Edge of the World    | Leclercq                    | Leclercq, Hudson, Totman | 11:03 |
| 11.            | Our Final Stand          | Leclercq                    | Leclercq, Hudson         | 5:04  |
| Celková délka: | Celková délka:           | Celková délka:              | Celková délka:           | 60:46 |

| Bonus  | Bonus                   | Bonus            | Bonus      | Bonus |
| Pořadí | Název                   | Hudba            | Text       | Délka |
| ------ | ----------------------- | ---------------- | ---------- | ----- |
| 12.    | Hatred and Revenge      | Totman           | Totman     | 5:26  |
| 13.    | Evil Dead (Death cover) | Chuck Schuldiner | Schuldiner | 3:21  |

| Bonusové DVD | Bonusové DVD                                    | Bonusové DVD | Bonusové DVD      | Bonusové DVD |
| Pořadí       | Název                                           | Hudba        | Text              | Délka        |
| ------------ | ----------------------------------------------- | ------------ | ----------------- | ------------ |
| 1.           | Holding On                                      | Totman       | Herman Li, Totman | 6:36         |
| 2.           | Heroes of Our Time                              | Totman       | Li, Totman        | 9:11         |
| 3.           | Operation Ground and Pound                      | Totman       | ZP Theart, Totman | 7:50         |
| 4.           | Holding On (různé úhly pohledu)                 | Totman       | Li, Totman        | 6:36         |
| 5.           | Heroes of Our Time (různé úhly pohledu)         | Totman       | Li, Totman        | 9:11         |
| 6.           | Operation Ground and Pound (různé úhly pohledu) | Totman       | ZP Theart, Totman | 7:50         |

## Obsazení
- Marc Hudson – zpěv
- Herman Li – kytara, doprovodný zpěv
- Sam Totman – kytara, doprovodný zpěv
- Vadim Pružanov – klávesy, doprovodný zpěv
- Gee Anzalone – bicí
- Frédéric Leclercq – basová kytara, doprovodný zpěv